# Övragårds naturreservat
Övragård är ett naturreservat i Veinge socken i Laholms kommun i Halland.
Reservatet är 15 hektar stort och beläget 5 km nordost om Veinge. 

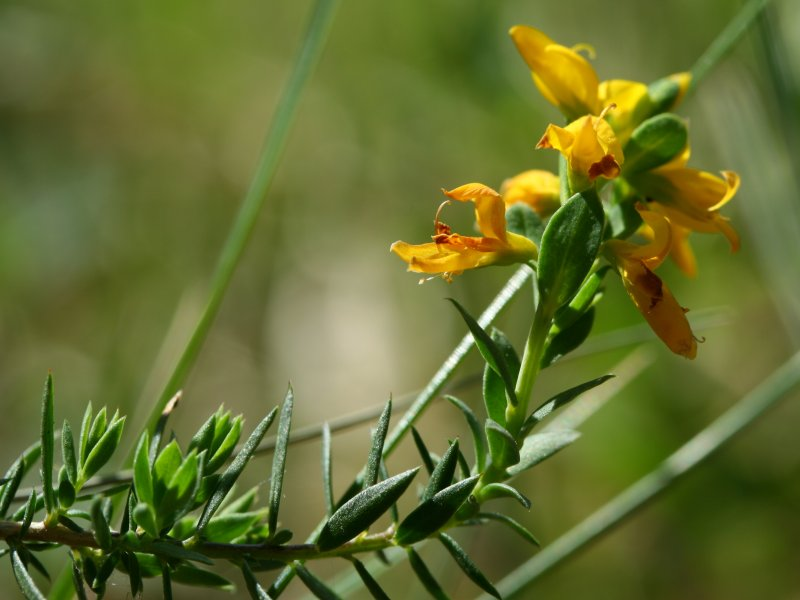
Nålginst

Det är skyddat sedan år 2000 och består mest av öppna ljunghedar. Här finns småkuperade betesmarker på båda sidor om Brostorpaån. Här växer nålginst med sina gula blommor och sylvassa taggar. Bland ljungen växer även hårginst. Man kan även se slåtterfibbla, slåttergubbe, ängsvädd och backtimjan.
I området förekommer även ett rikt fågelliv. Här häckar trädlärka, forsärla och dubbeltrast. I Brostorpsån leker lax, öring och havsöring. Det finns inga markerade stigar i reservatet men i det öppna landskapet är det lätt att ta sig fram och över Brostorpsån finns en bro. Utmed ån fanns förr torp och kvarnar.